# Hai preso una cotta, Charlie Brown!
Hai preso una cotta, Charlie Brown! (You're in Love, Charlie Brown) è uno speciale televisivo d'animazione del 1967 diretto da Bill Melendez. È il quarto speciale basato sui Peanuts di Charles M. Schulz. 
È stato trasmesso negli Stati Uniti su CBS il 12 giugno 1967. Il film, nominato per un Premio Emmy, segna il debutto animato di Piperita Patty ed è il primo della serie a utilizzare il suono di un trombone al posto della voce degli adulti. È stato distribuito nel 2022 su Apple TV+ con il titolo È l'amore, Charlie Brown.

## Trama
Le vacanze estive sono alle porte e Charlie Brown si lamenta con Linus per non riuscire a essere felice come gli altri bambini, ma quando si rallegra nel vedere la ragazzina dai capelli rossi sull'autobus, Linus capisce che il suo problema è l'amore. Durante il penultimo giorno di scuola, Charlie Brown tenta di attirare l'attenzione della ragazzina. In classe legge accidentalmente una lettera d'amore che ha scritto per lei al posto del suo tema e viene deriso. Poi va al temperamatite e sovrappensiero affila la sua penna a sfera. All'ora di pranzo non riesce a trovare il coraggio di andare a parlarle, e va nel panico quando la ragazzina dai capelli rossi gli si avvicina.
Dopo la scuola, Charlie Brown va al chiosco psichiatrico di Lucy per un consiglio, ma lei è troppo impegnata a desiderare le attenzioni di Schroeder. Successivamente si confida con Piperita Patty, ma prima che possa spiegarle la situazione, lei gli dice che organizzerà un incontro con la ragazzina. Patty informa Lucy che qualcuno vuole incontrarla al campo da baseball quella sera. Lucy accetta credendo che si tratti di Schroeder, ma l'appuntamento al buio finisce in un disastro.
Il giorno dopo, Charlie Brown ha intenzione di alzarsi presto per incontrare la ragazzina dai capelli rossi alla fermata dell'autobus, ma si addormenta sulla panchina e perde l'autobus. Dopo essersi arrabbiato con la maestra, Charlie Brown finisce nell'ufficio del preside. Successivamente, non riesce a impressionare la ragazzina neppure risolvendo un difficile problema di matematica.
Quando la scuola finisce, Charlie Brown si precipita sull'autobus per incontrarla prima che se ne vada, ma non riesce a trovarla tra la folla e perde di nuovo l'autobus. Charlie Brown si allontana deluso, finché non scopre di avere in mano un biglietto della ragazzina, nel quale gli confessa di piacerle. Charlie Brown inizia a ballare con gioia verso casa, per poi chiedersi come sopravviverà fino a settembre senza vedere la ragazzina.

## Personaggi e doppiatori
| Personaggio    | Doppiatore originale     | Doppiatore italiano (1970) | Doppiatore italiano (1982) | Doppiatore italiano (anni '90) | Doppiatore italiano (2022) |
| -------------- | ------------------------ | -------------------------- | -------------------------- | ------------------------------ | -------------------------- |
| Charlie Brown  | Peter Robbins            | Liù Bosisio                | Daniela Fava               | Martino Consoli                | Arturo Sorino              |
| Linus van Pelt | Christopher Shea         |                            | Lisa Mazzotti              | Renata Bertolas                | Leonardo Cococcia          |
| Lucy van Pelt  | Sally Dryer              | Graziella Porta            | Sara Labidi                | Renata Bertolas                |                            |
| Sally Brown    | Cathy Steinberg          | Laura Merli                | Angiolina Gobbi            | Matilde Ferraro                |                            |
| Piperita Patty | Gabrielle DeFaria Ritter | Laura Merli                | Liù Bosisio                | Francesca Vettori              | Ilaria Pellicone           |
| Violet         | Ann Altieri              |                            | Milena Albieri             | Lella Carcereri                | Carolina Gusev             |
| Snoopy         | Bill Melendez            | Bill Melendez              | Bill Melendez              | Bill Melendez                  | Bill Melendez              |

## Distribuzione

### Edizione italiana
In Italia, il film fu trasmesso il 3 aprile 1970 sul Programma Nazionale, all'interno del programma Gli eroi di cartone. Nel 1982 venne ridoppiato dallo Studio P.V. per la trasmissione su Canale 5. In seguito, è stato ridoppiato dalla Carioca di Verona, per la trasmissione su Junior TV all'interno della serie The Charlie Brown and Snoopy Show, con il titolo Sei innamorato Charlie Brown. Un quarto doppiaggio, è stato diretto da Novella Marcucci ed effettuato dalla Dubbing Brothers Int. Italia nel 2022 per la distribuzione in streaming su Apple TV+, come parte della serie I classici Peanuts.

### Edizioni home video
In Italia il film è stato distribuito, sempre con il terzo doppiaggio, in VHS e DVD da Hobby & Work come Sei innamorato Charlie Brown, e da Warner Home Video nel DVD di Sii il mio Valentino, Charlie Brown, con il titolo Hai preso una cotta, Charlie Brown. Successivamente è stato incluso da Warner in versione restaurata nel DVD La felicità è... Peanuts - Amici per sempre.

## Riconoscimenti
1968 – Primetime Emmy Awards
- Nomination Outstanding Achievement in Children's Programming - Programs a Lee Mendelson e Bill Melendez
- Nomination Special Classification of Individual Achievements a Bill Melendez
- Nomination Special Classification of Individual Achievements a Charles M. Schulz

1980 – Grammy Award
- Nomination Best Recording for Children a Peter Robbins, Ann Altieri, Glenn Mendelson, Lisa DeFaria e Bill Melendez

2009 – Satellite Award
- Nomination Best Youth DVD a Peanuts 1960s Collection